# フィリプ・ウグリニッチ
フィリプ・ウグリニッチ（Filip Ugrinic、1999年1月5日 - ）は、スイス・ルツェルン出身のサッカー選手。バレンシアCF所属。ポジションはミッドフィールダー。

## 来歴
2025年8月8日、BSCヤングボーイズからバレンシアCFに4年契約で完全移籍した。